# Ulrich Neuenschwander
Ulrich Neuenschwander (* 4. Juli 1922 in Bolligen; † 26. Juni 1977 in Zollikofen) war ein Schweizer reformierter Theologe. Von 1967 bis 1977 war er Professor für Systematische Theologie an der Universität Bern.
Nach Ulrich Neuenschwander ist eine von Peter Sager gegründete Stiftung zur Förderung theologischer Arbeit benannt.
Die Ulrich-Neuenschwander-Stiftung ist ein eingetragener Verein und weiss sich dem theologischen Erbe und dem geistigen Albert Schweitzers verpflichtet. Sie fördert – finanziert durch Spenden und Stiftungen – wissenschaftliche Arbeiten und wissenschaftliche Veröffentlichungen, die sich im Sinne der liberalen Theologie für einen wahrhaftigen Umgang mit christlichen Dogmen und der neutestamentlichen Überlieferung einsetzt.